# Eugenia Paul
Eugenia Paul (nacida Eugenia Popoff; 3 de marzo de 1935 - 24 de mayo de 2010) fue una actriz y bailarina estadounidense mejor conocida por su papel de Elena Torres en la serie de televisión Zorro, que se emitió en la cadena de televisión estadounidense ABC.

## Biografía
Paul nació como Eugenia Popoff en Dearborn, Míchigan, de ascendencia rusa. Firmó como bailarina con Warner Bros. con tan solo 17 años, mientras participaba en una gira con el American Ballet Theatre y el programa de televisión Ballet Sketchbook.
Paul bailó en papeles principales en la gran pantalla. También estudió ballet con Bronislava Nijinska y teatro e interpretación con Michael Chéjov. Paul dejó Warner Bros. y firmó con 20th Century Fox como actriz en 1955.
Sus otros trabajos televisivos incluyen Alfred Hitchcock Presents, Medic, El Llanero Solitario, Death Valley Days, The Adventures of Jim Bowie y la adaptación de Playhouse 90 de El gran Gatsby y Sky King.
Los créditos cinematográficos de Paul incluyen Lost in Alaska, Man on the Prowl, Apache Warrior y The Ten Commandments. Su último papel en un largometraje fue en el western Gunfighters of Abilene en 1960.

## Vida privada
Paul conoció a su esposo, Robert Strauss, heredero de Pep Boys, en una fiesta del Hollywood Bowl. La pareja se casó y Paul abandonó el mundo del espectáculo poco después de su matrimonio. Permanecieron casados durante 52 años, hasta el fallecimiento de ella en 2010.

## Fallecimiento
Paul falleció por complicaciones de un edema el 24 de mayo de 2010 en el Centro Médico Good Samaritan de West Palm Beach, Florida, a la edad de 75 años.

## Filmografía
| Año  | Título                       | Rol                       | Notas                              |
| ---- | ---------------------------- | ------------------------- | ---------------------------------- |
| 1954 | Jivaro                       | Bit nativo                |                                    |
| 1954 | The Adventures of Hajji Baba | Shireen                   | sin acreditar                      |
| 1956 | Alfred Hitchcock Presents    | Dolores Dawn              | Temporada 1 Episodio 36: "Mink"    |
| 1956 | Alfred Hitchcock Presents    | Viola                     | Temporada 2 Episodio 7: "Alibi Me" |
| 1956 | The Revolt of Mamie Stover   | Papel menor               | Uncredited                         |
| 1956 | Bigger Than Life             | Dependienta               | sin acreditar                      |
| 1956 | The Ten Commandments         | Niña hebrea en la esfinge | sin acreditar                      |
| 1957 | Apache Warrior               | Liwana                    |                                    |
| 1957 | The Disembodied              | Mara, esposa de Suba      |                                    |
| 1957 | Man on the Prowl             | Dorothy Pierce            |                                    |
| 1959 | Frontier Doctor              | Juanita                   | Episodio: "Superstition Mountain"  |
| 1959 | Gunfighters of Abilene       | Raquel Torena             | (último papel cinematográfico)     |